# Lucigadus lucifer
 Lucigadus lucifer és una espècie de peix de la família dels macrúrids i de l'ordre dels gadiformes.

## Morfologia
- Els mascles poden assolir 11 cm de llargària total.[2][3]

## Hàbitat
És un peix bentopelàgic i marí d'aigües tropicals que viu fins als 320 m de fondària.

## Distribució geogràfica
Es troba al nord-est de Taiwan i a les Filipines.